# Archidiecezja Fermo
Archidiecezja Fermo (łac. Archidioecesis Firmana) – archidiecezja Kościoła rzymskokatolickiego we Włoszech, w regionie kościelnym Marche.
Została erygowana jako diecezja w III wieku. 24 maja 1589 została podniesiona do rangi metropolii.